# Sten Falkner
Sten Falkner, född 21 mars 1947, är en svensk jurist som var lagman i Enköpings tingsrätt från 1997 till 2005 för att därefter verka som domare i Uppsala tingsrätt och Attunda tingsrätt.
Falkner utnämndes till rådman i Uppsala tingsrätt 14 januari 1993, från att tidigare haft en tjänst vid åklagarmyndigheten Den 3 april 1997 utsågs han till lagman i Enköpings tingsrätt..